# Musarowa Góra

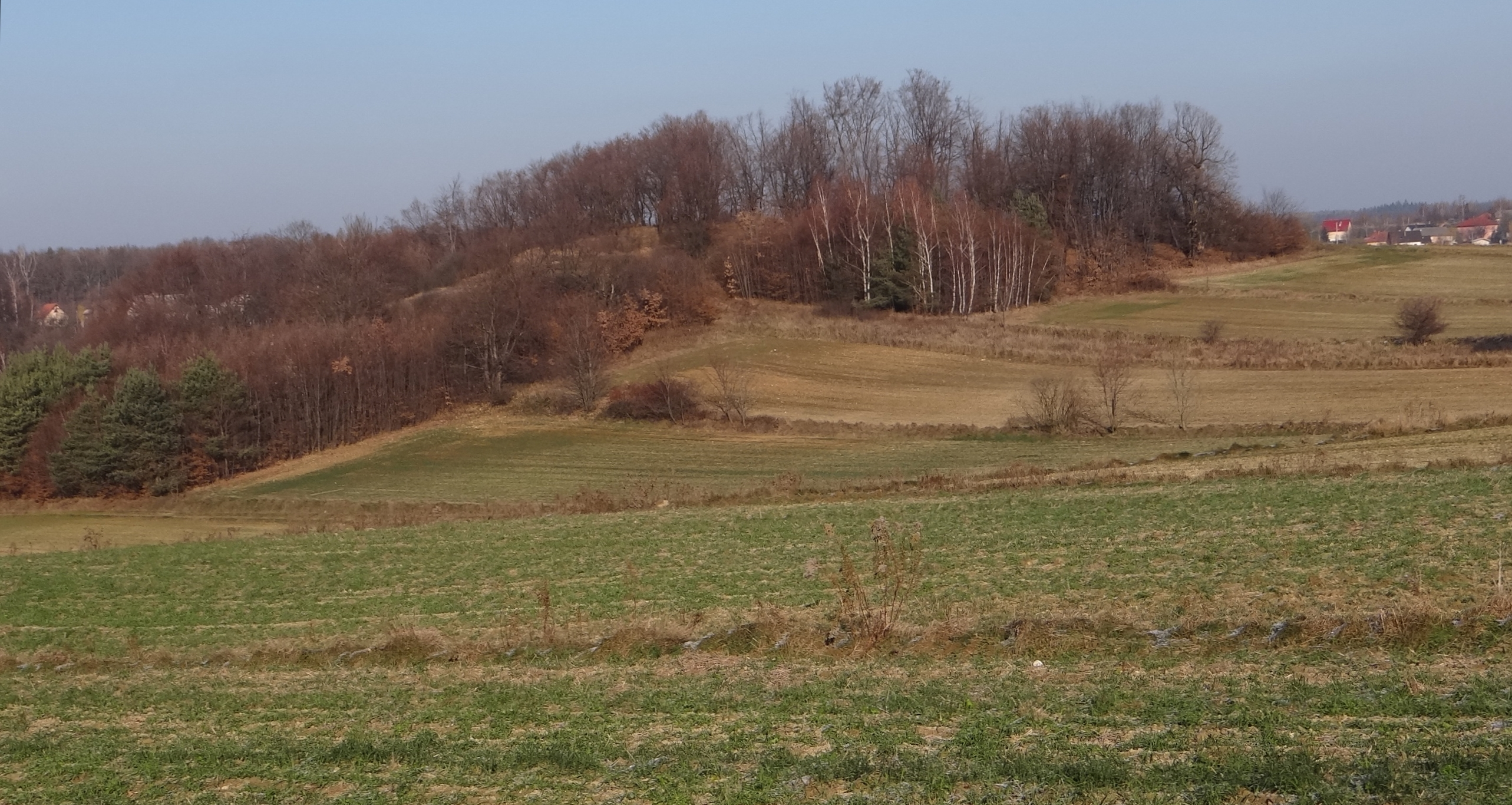
Musarowa Góra od południa

Musarowa Góra, Musarowa Skała (446 m) – skaliste wzniesienie we wsi Będkowice w województwie małopolskim, w powiecie krakowskim, w gminie Wielka Wieś. Pod względem geograficznym znajduje się na Wyżynie Olkuskiej będącej częścią Wyżyny Krakowsko-Częstochowskiej.
Musarowa Góra to niewielkie wzniesienie o wysokości względnej około 20 m. Stanowi lewe zbocza najwyższej części Doliny Kobylańskiej. Jest porośnięte lasem mieszanym i z wszystkich stron otoczone polami uprawnymi. Zbudowane jest z wapienia, niewielkie wapienne skały znajdują się na jego północno-zachodnich zboczach. W kierunku południowo-zachodnim od Musarowej Góry znajduje się wzniesienie Borynia, w kierunku wschodnim wzniesienie Osiczonki.